# Дюран, Жан-Филипп
Жан-Филипп Дюран (фр. Jean-Philippe Durand; род. 11 ноября 1960, Лион, Франция) — французский футболист, полузащитник известный по выступлениям за «Олимпик Марсель», «Тулузу» и сборную Франции. Участник Чемпионата Европы 1992 года. Победитель Лиги чемпионов 1993 года.

## Клубная карьера
Дюран начал свою карьеру в клубе «Тулуза», выступающем в Лиге 2. В 1981 году он дебютировал за клуб, а уже в следующем сезоне помог команде выйти в Лигу 1. Летом 1989 года Жан-Филипп перешёл в «Бордо». В новой команде он стал частью самой сильной линии полузащиты французского первенства с такими игроками, как Бернар Пардо, Жан-Марк Феррери и датчанином Йеспером Ольсеном. В 1990 году они помогли «Бордо» завоевать второе место Лиги 1 и попасть в Кубок УЕФА. В 1991 году клуб был наказан и отправился в Лигу 2 и Жан-Филипп покинул команду.
Летом того же года Дюран перешёл в «Олимпик Марсель». 20 июня в матче против «Лилля» он дебютировал за новую команду. В 1992 году Жан-Филипп завоевал своё первое и единственное золото чемпионата Франции, а следующем стал обладателем Кубка чемпионов. В финале против итальянского «Милана» он заменил во втором тайме Жослена Англома. В 1994 году клуб подвергся обвинению в коррупции и был вынужден выступать в Лиге 2. Дуран не покинул команду и в сезоне 1996/1997 вернулся с ней в Лигу 1, после чего завершил карьеру.

## Международная карьера
23 марта 1988 года в матче против сборной Испании Дюран дебютировал за сборную Франции. В 1992 году Жан-Филипп попал в заявку сборной на Чемпионат Европы в Швеции. На турнире он принял участие в матче против команды Англии.

## Достижения
Командные
 «Марсель»
- Чемпионат Франции по футболу — 1991/1992
- Обладатель Кубка Чемпионов — 1993